# Aerodynamische Versuchsanstalt

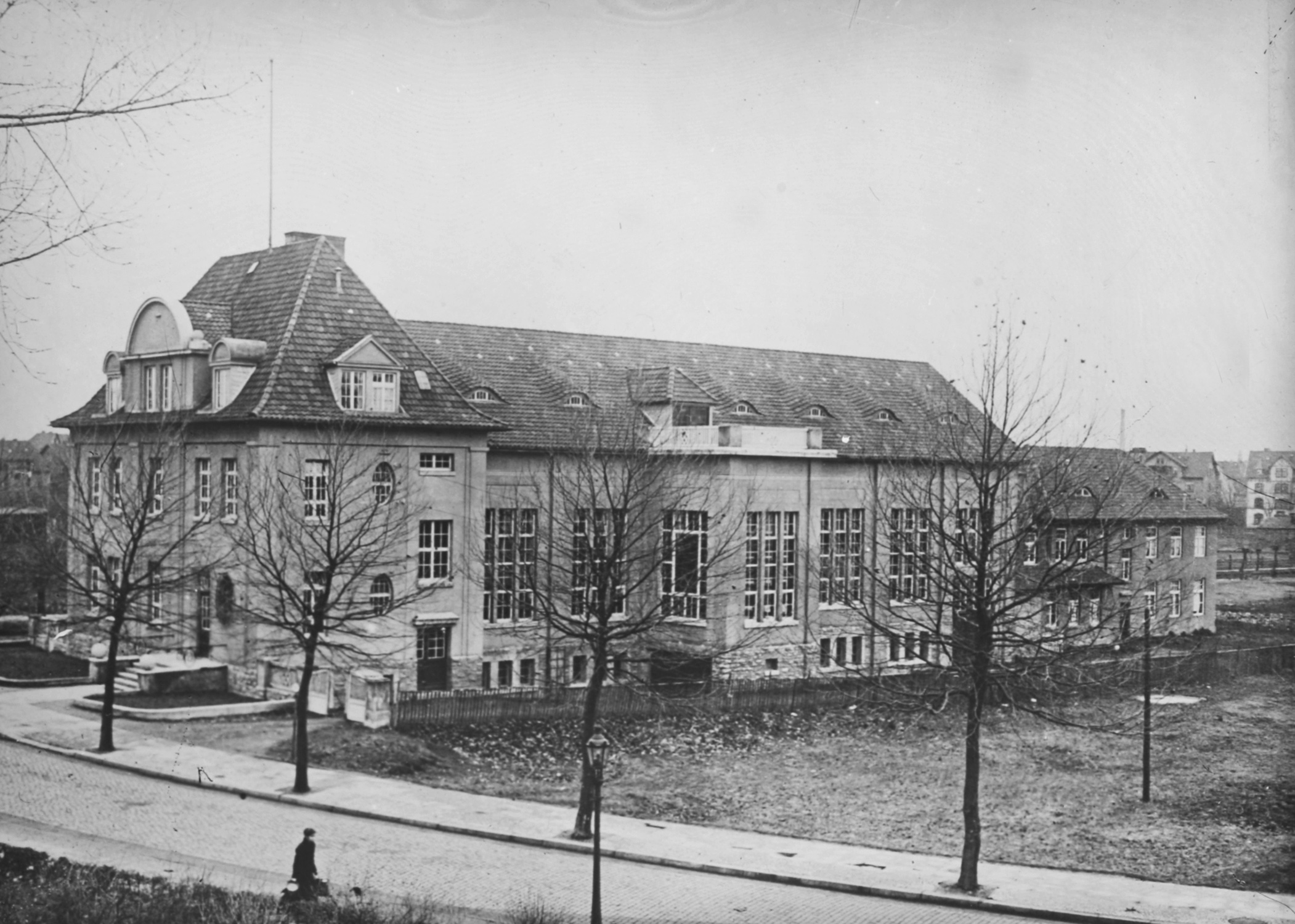
Gesamtansicht der „Modellversuchsanstalt für Aerodynamik“ (MVA) in Göttingen, Böttingerstraße (1919). Die MVA wurde 1919 als „Aerodynamische Versuchsanstalt der Kaiser-Wilhelm-Gesellschaft“ in die Kaiser-Wilhelm-Gesellschaft übernommen.

Die Aerodynamische Versuchsanstalt (AVA) in Göttingen – gegründet 1907 als Modellversuchsanstalt für Aerodynamik (MVA) – war eine Einrichtung der anwendungsorientierten Forschung zum Verhalten von Körpern in Luft- oder Gasströmungen (Aerodynamik). Bekannte Ergebnisse des Instituts sind unter anderem der „Windkanal Göttinger Bauart“, die ersten systematischen Tragflächen-Profiluntersuchungen (Göttinger-Profil-Katalog mit durchnummerierten „Gö“-Profilen) und grundlegende Patente der Luftfahrt wie z. B. der Pfeilflügel.
Die Aerodynamische Versuchsanstalt ging 1969 in der neu gegründeten Deutschen Forschungs- und Versuchsanstalt für Luft- und Raumfahrt auf, die 1997 in Deutsches Zentrum für Luft- und Raumfahrt (DLR) umbenannt wurde.

## Geschichte

### Gründung, Leitung und wechselnde Trägerschaft

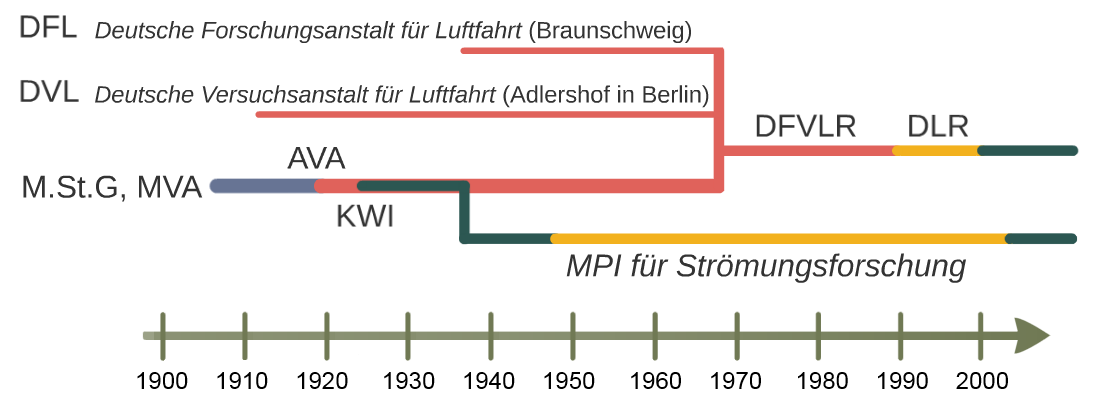
Entwicklung der aerodynamischen Institute in Göttingen

Die Aerodynamische Versuchsanstalt – der Name wurde seit 1919 verwendet – entwickelte sich aus der 1907 in Göttingen von Ludwig Prandtl gegründeten „Modellversuchsanstalt für Aerodynamik der Motorluftschiff-Studiengesellschaft“. Mitglieder des technischen Ausschusses der Motorluftschiff-Studiengesellschaft, die 1906 in Berlin gegründet worden war, hatten Prandtls Vorschlag, Modellversuche, wie sie im Schiffbau bereits üblich waren, in größerem Maßstab auch für die Luftschifffahrt durchzuführen, unterstützt und im September 1907 die Mittel (20.000 ℳ) für den Bau einer „Modellversuchsanstalt“ in Göttingen bereitgestellt. Nach den Plänen Prandtls war daraufhin der erste geschlossene Windkanal überhaupt – später auch „Windkanal Göttinger Bauart“ genannt – an der Hildebrandstraße errichtet und 1908 in Betrieb genommen worden. Die Kosten des laufenden Betriebs wurden von der preußischen Unterrichtsverwaltung und der „Göttinger Vereinigung für angewandte Physik und Mathematik“ (s. Böttinger) mitgetragen. Der Windkanal hatte einen Querschnitt von 3,6 m² und erzeugte mit einem 26 kW Elektromotor eine Luftgeschwindigkeit von 10 m/s (36 km/h). In der Anfangsphase galten die Strömungsversuche der Entwicklung der „besten“ Luftschiffform, deren Ergebnisse Prandtl 1911 in einer Veröffentlichung zusammenfasste:

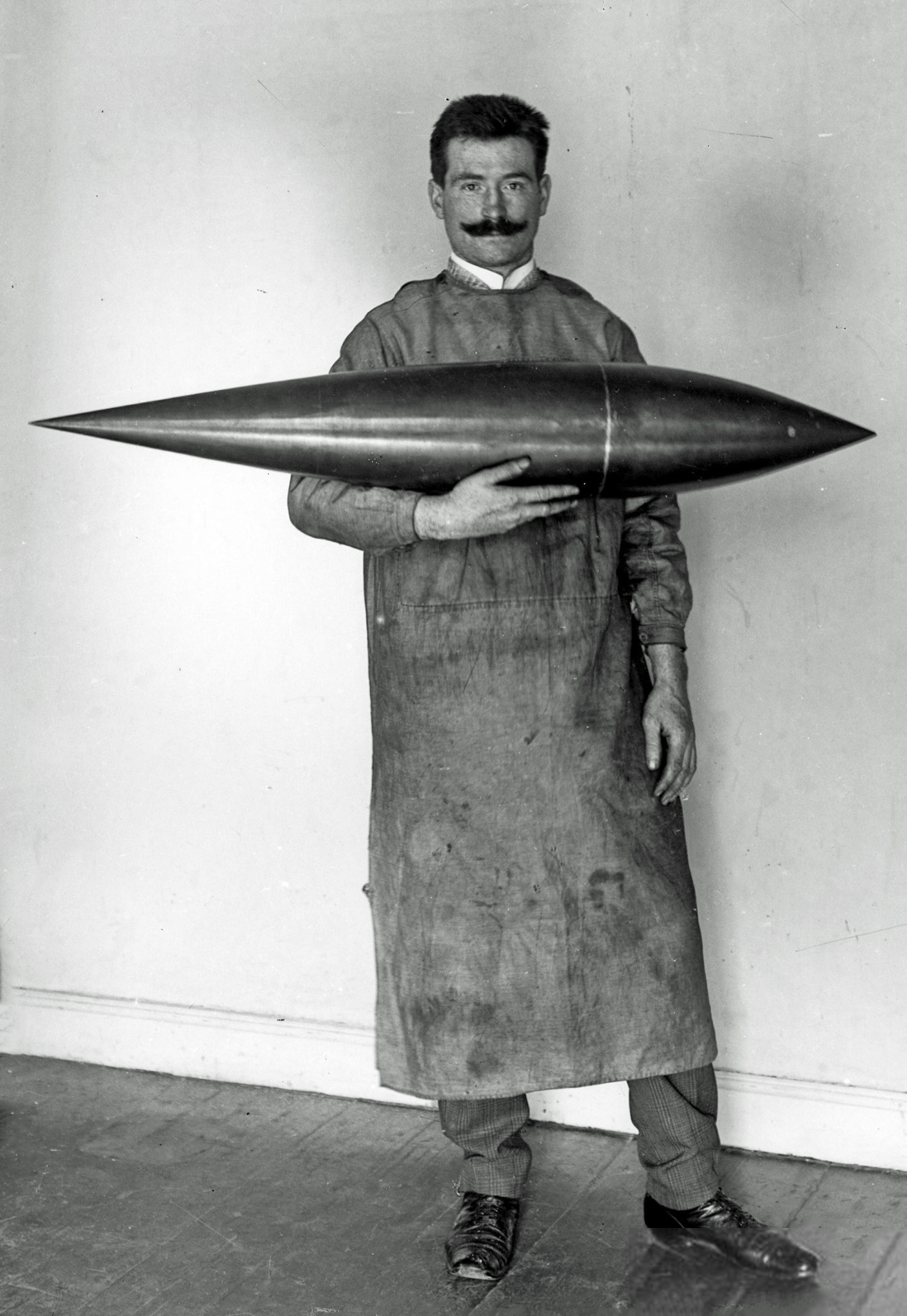
Modell eines Luftschiffkörpers für den Windkanal der Modellversuchsanstalt, 1908

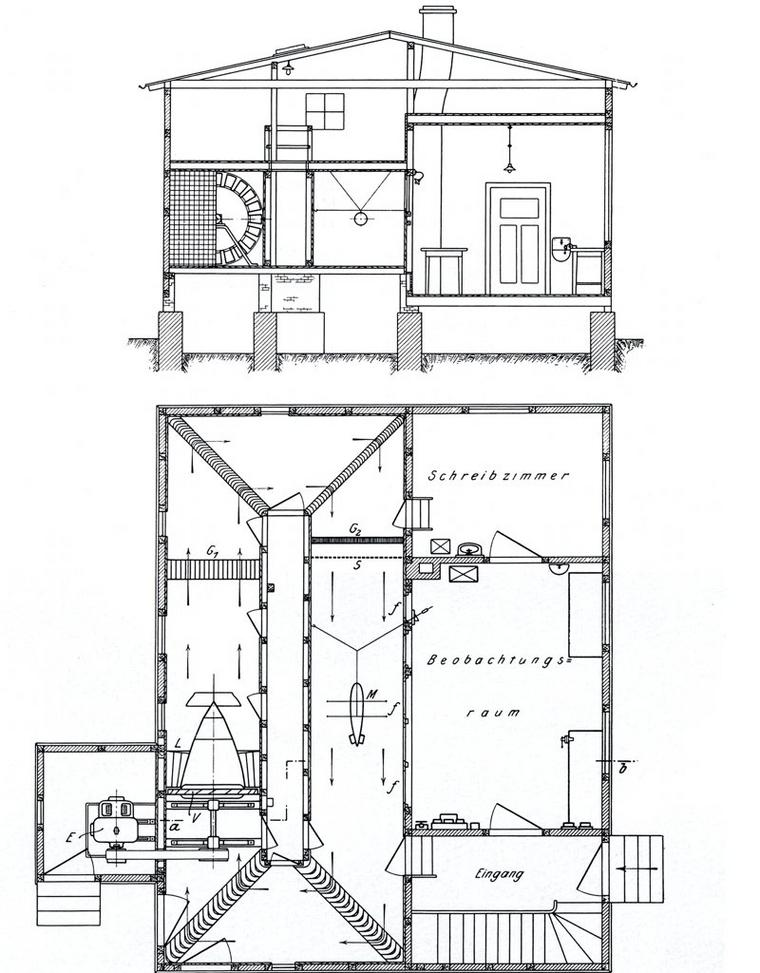
Seiten- und Grundriss des geschlossenen Windkanals der 1907/08 an der Hildebrandstraße erbauten „Modellversuchsanstalt für Aerodynamik der Motorluftschiff-Studiengesellschaft“, 1907

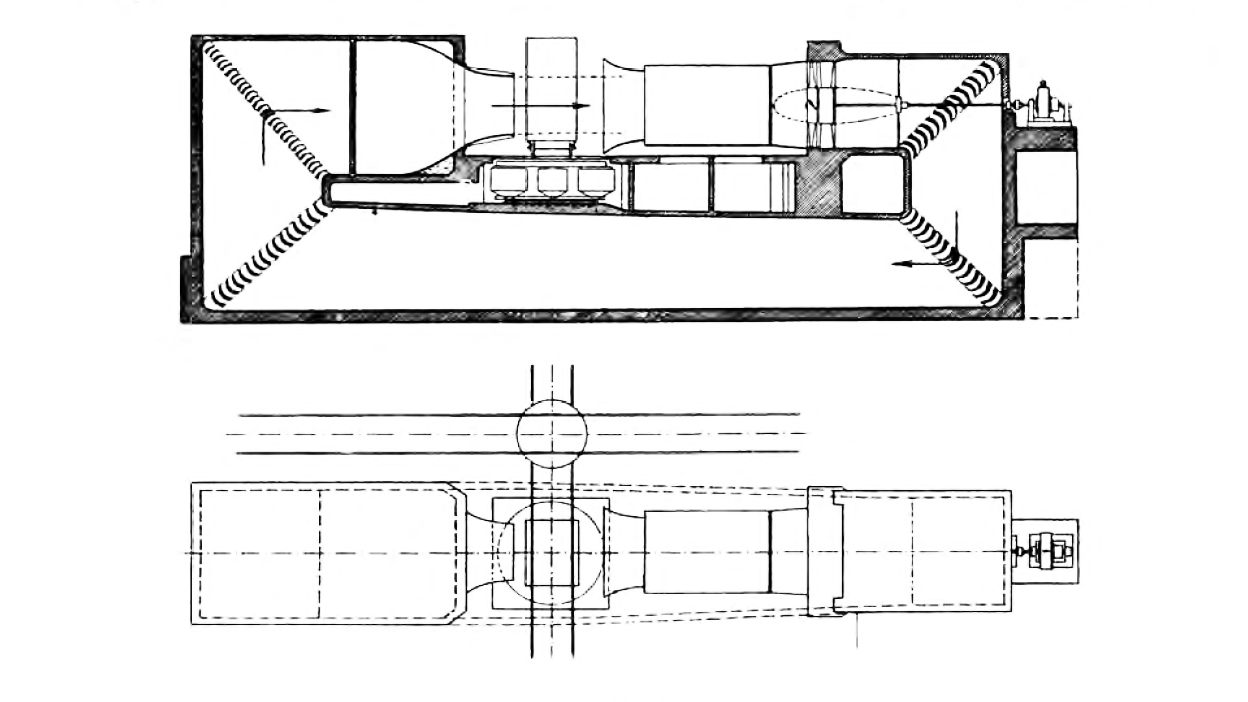
Längsschnitt durch den Windkanal der „Modellversuchsanstalt für Aerodynamik“ (MVA) in Göttingen, Böttingerstraße (1916).

„Es zeigte sich dabei deutlich, daß eine schlanke Zuspitzung am hinteren Ende viel wichtiger ist als am vorderen, doch darf man auch das Vorderende nicht zu stumpf ausführen. Die Formen ohne zylindrisches Mittelstück zeigten sich denen mit langem Zylinder überlegen.“:56
Da die Trägerschaft der Motorluftschiff-Studiengesellschaft für die Anstalt von vorneherein zeitlich befristet war und weil die Forschungspraxis schon bald zeigte, dass der geschaffene Windkanal hinsichtlich der maximal möglichen Luftgeschwindigkeit den Anforderungen nicht mehr genügte, wurde im Jahr 1915 unter der Leitung von Prandtl und mit Beteiligung der 1911 gegründeten Kaiser-Wilhelm-Gesellschaft (KWG) die „Modellversuchsanstalt für Aerodynamik“ gegründet, deren Zweck nicht nur die Übernahme der Trägerschaft der vorhandenen Einrichtungen und des Personals, sondern auch ein Neubau eines größeren Windkanals war. Da sich in den ersten zwei Kriegsjahren des Ersten Weltkriegs die Luftfahrt als kriegswichtig etabliert hatte, wurden die Pläne vom Kriegsministerium und Reichsmarineamt begrüßt und die KWG beim Neubau der Modellversuchsanstalt in den Jahren 1916/17 in der Böttingerstraße mit Übernahme der Hälfte der Baukosten unterstützt. Der neue Windkanal hatte einen Querschnitt von 4,0 m² und war bei einer maximalen Maschinenleistung von 400 kW für eine Luftgeschwindigkeit von 60 m/s (216 km/h) ausgelegt. Nach dem Krieg wurde der Name in „Aerodynamische Versuchsanstalt“ (AVA) geändert, weil die künftige Versuchsarbeit alle Anwendungsgebiete der Aerodynamik umfassen sollte. Nach vollständiger Übernahme des Instituts durch die KWG 1919 änderte sich der Name in „Aerodynamische Versuchsanstalt der Kaiser-Wilhelm-Gesellschaft“ und 1925 in „Kaiser-Wilhelm-Institut für Strömungsforschung, verbunden mit der Aerodynamischen Versuchsanstalt“.
Ludwig Prandtl leitete das Institut bis 1937, sein Nachfolger wurde Albert Betz. Im gleichen Jahr erfolgte eine Ausgliederung aus dem Institut unter dem Namen „Aerodynamische Versuchsanstalt Göttingen e. V. in der Kaiser-Wilhelm-Gesellschaft“, an der das Reichsluftfahrtministerium beteiligt war. Der nach der Ausgliederung verbleibende Teil wurde unter dem Namen „Kaiser-Wilhelm-Institut für Strömungsforschung“ weitergeführt (1948 entstand aus dem KWI für Strömungsforschung das Max-Planck-Institut für Strömungsforschung, heute Max-Planck-Institut für Dynamik und Selbstorganisation).
Die AVA wurde 1945 von den Briten bis 1948 beschlagnahmt und 1953 als „Aerodynamische Versuchsanstalt Göttingen e. V. in der Max-Planck-Gesellschaft“ wiedereröffnet; 1956 wurde sie als „Aerodynamische Versuchsanstalt in der Max-Planck-Gesellschaft“ voll integriert.
Im Jahr 1969 erfolgte die Ausgliederung aus der Max-Planck-Gesellschaft und die Gründung der „Deutschen Forschungs- und Versuchsanstalt für Luft- und Raumfahrt e. V.“.

### Forschungsfelder

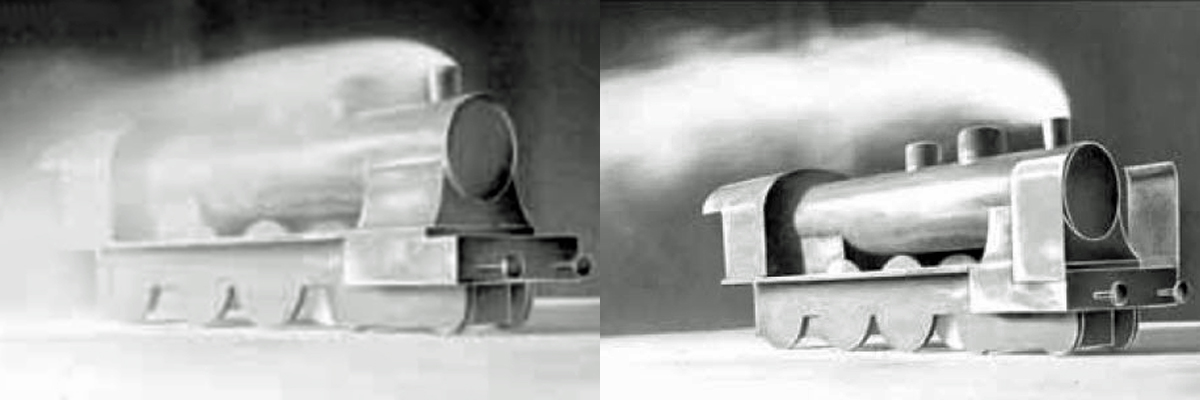
Bilder zur Windleitblech-Entwicklung der Aerodynamischen Versuchsanstalt aus den 1920er Jahren

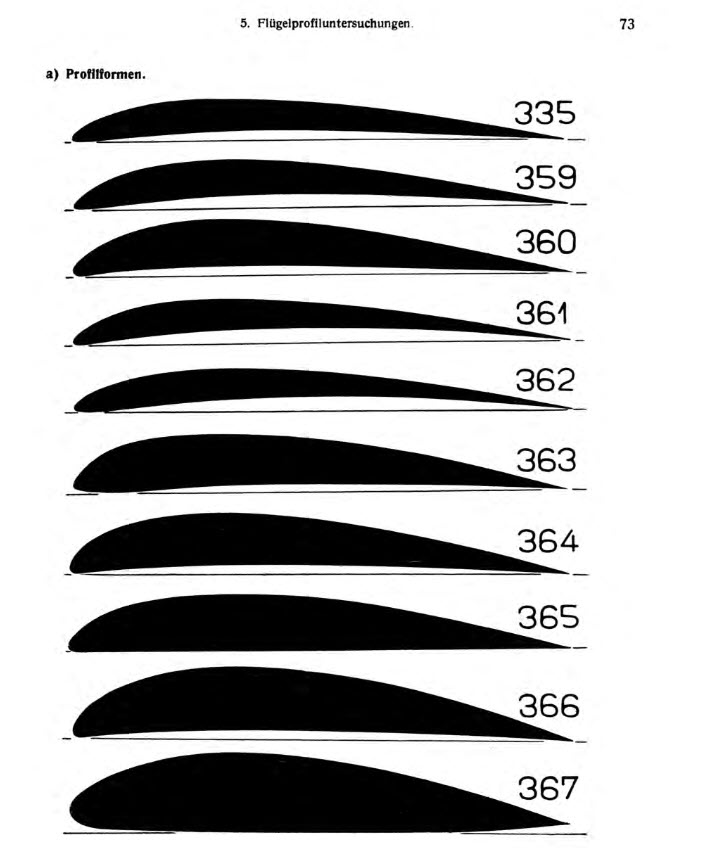
Beispiele für Göttinger Profile der Aerodynamischen Versuchsanstalt

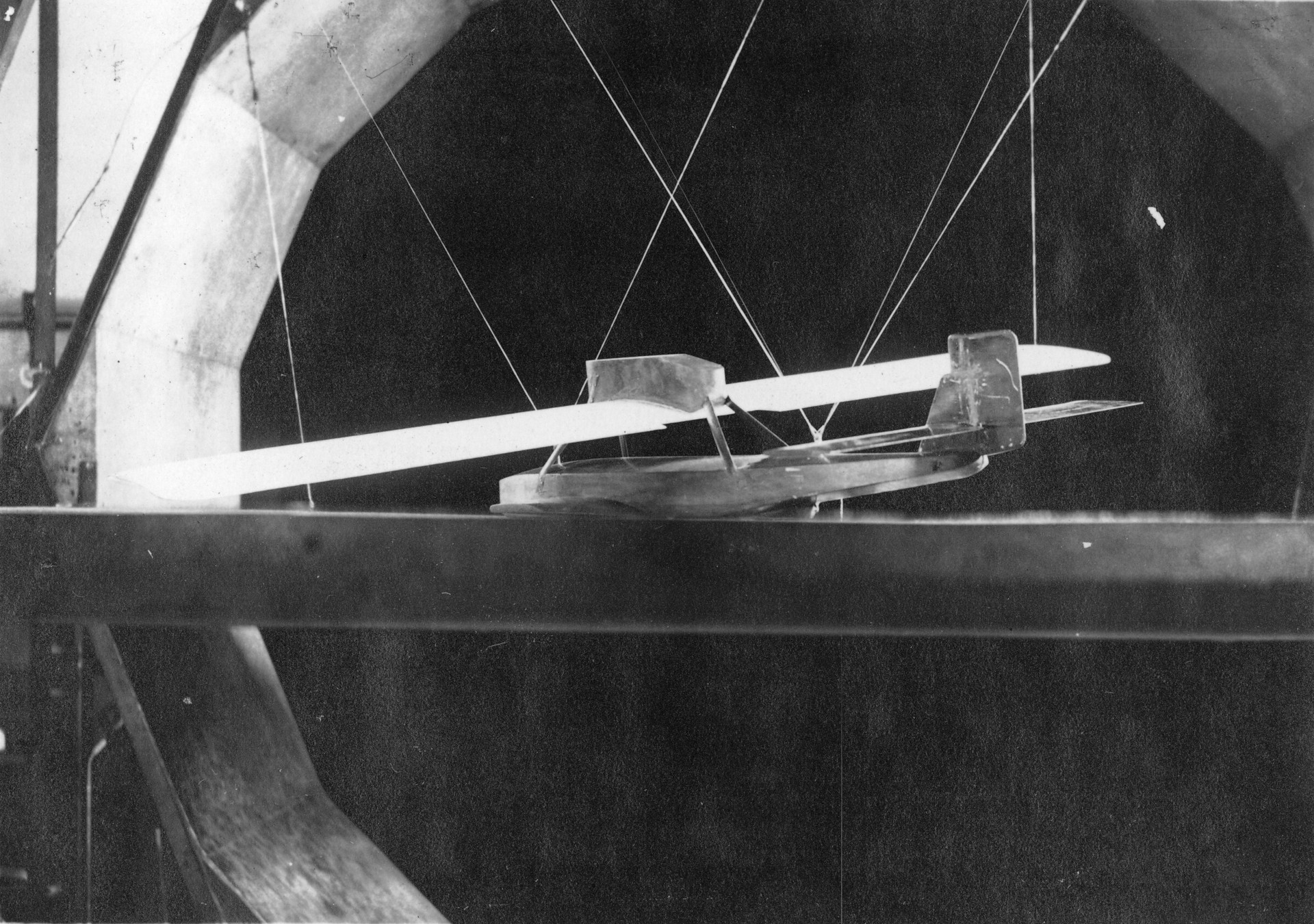
Ein Modell der erfolgreichen Dornier-Wal-Flugboote Anfang der 1920er Jahre im Windkanal der AVA

Positive Pfeilung eines Flügels (Geheimpatent Betz, Busemann 1939)

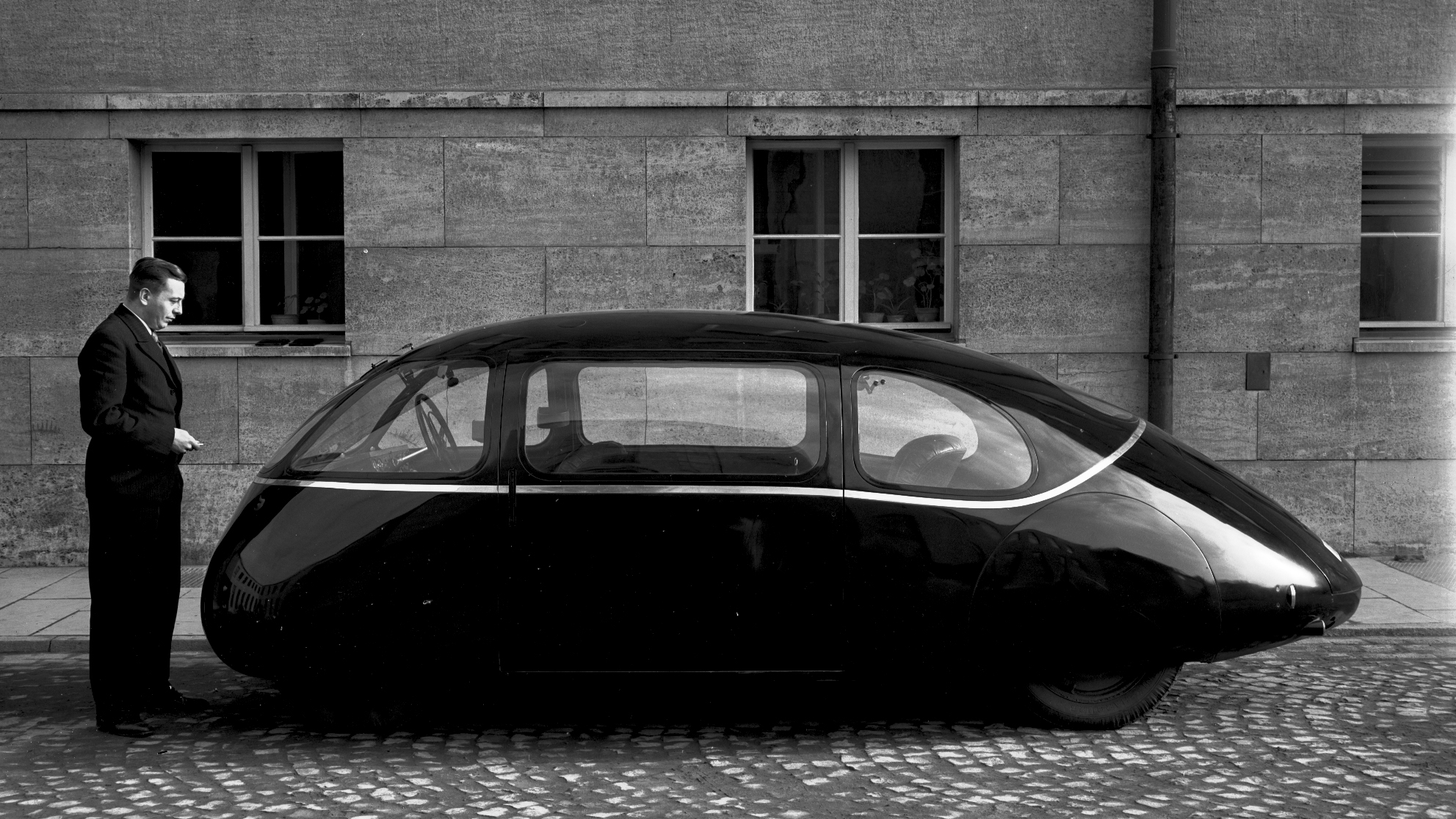
Der Schlörwagen (Front links, Heck rechts), 1939

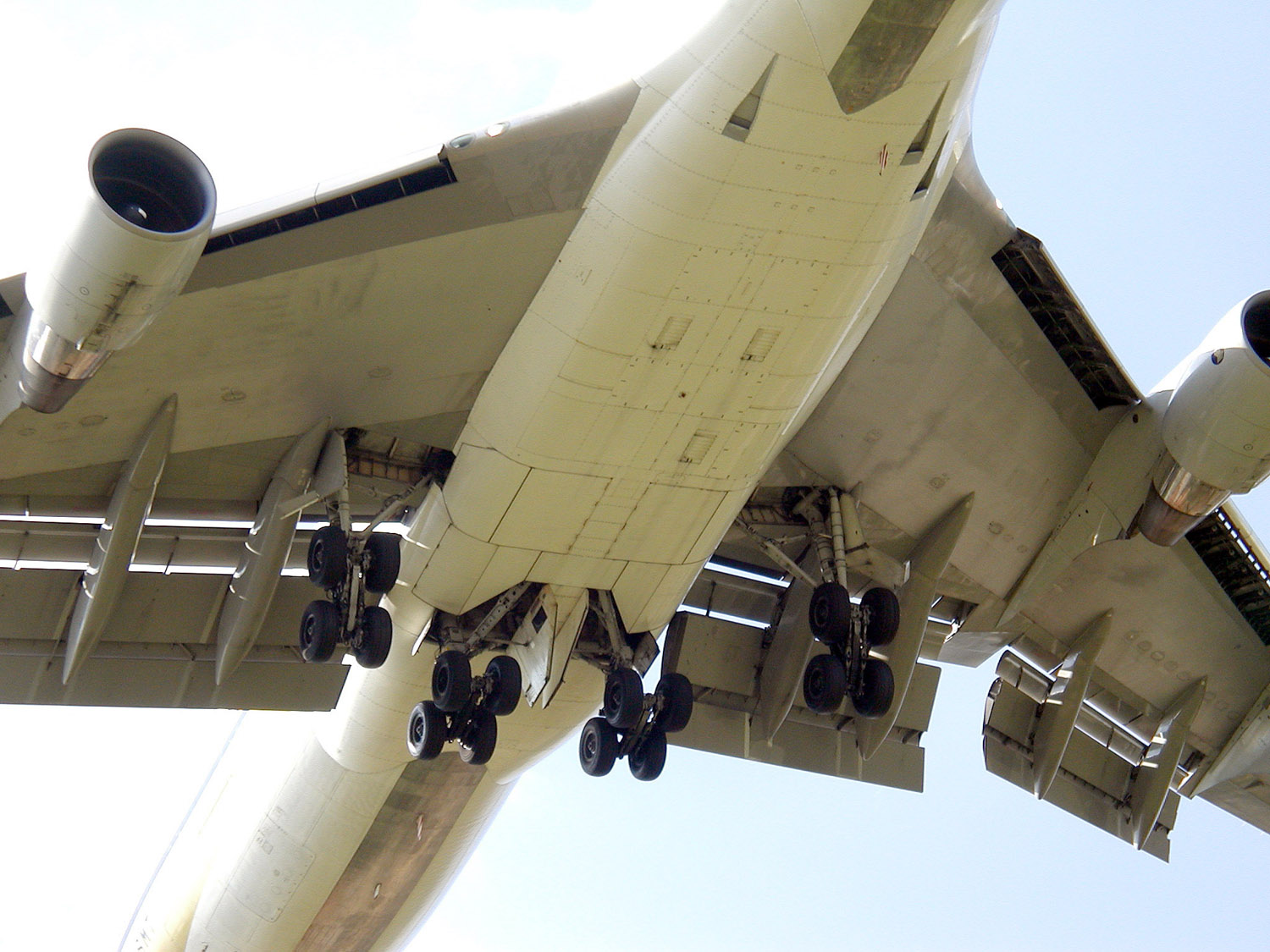
Flügelpfeilung und Krügerklappen (an der vorderen Tragflächenunterseite) an einer Boeing 747 (AVA Patente 1939, 1944)

Mit Inbetriebnahme des neuen Windkanals im März 1917 waren die Windkanalmessungen bis zum Ende des Ersten Weltkriegs fast vollständig Auftragsarbeiten, die von deutschen Militärflugzeugherstellern oder der Flugzeugmeisterei des Heeres in Berlin-Adlershof angefordert wurden. Der Umfang dieser Tätigkeit wird durch 24 „Mitteilungen“ deutlich, die als Geheimberichte an die Auftraggeber gingen. Verantwortlich für viele Durchführungen von Windkanalversuchen und für die Erstellung vieler „Mitteilungen“ war Max Munk, der von 1915 bis 31. März 1918 Angestellter der MVA war. Mit den in diesen Untersuchungen gewonnenen umfangreichen Daten sah sich Prandtl in die Lage versetzt, am 26. Juli 1918 seine Tragflügeltheorie zu veröffentlichen.:63
Ein Teil der Messungen galt auch systematischen Untersuchungen von verschiedenen chronologisch durchnummerierten Tragflügelprofilen. Sie gingen in den Profil-Katalog der Aerodynamischen Versuchsanstalt ein, der in den 1920er und 1930er Jahren erfolgreich im Flugzeugbau verwendet wurde und in der Literatur als Göttinger Profile zitiert wird (z. B. „Gö 532“ beim Condor).
Um den ausgestoßenen Rauch und Abdampf vom vorn liegenden Schornstein bei Lokomotiven von den Fenstern des Führerstandes wegzulenken, entwickelte Albert Betz 1920 an der Aerodynamischen Versuchsanstalt beiderseits des Schornsteins parallel zum Langkessel angebrachte Windleitbleche.
Betz veröffentlichte 1920 in der Zeitschrift für das gesamte Turbinenwesen einen Beitrag, in dem er nachwies, dass eine Windkraftanlage maximal 16/27 (knapp 60 Prozent) der Windenergie in Nutzleistung umwandeln kann. Dies drückte er im Betzschen Gesetz aus.
Im Jahre 1934 wechselte Hans Georg Küssner zur Aerodynamischen Versuchsanstalt. Im Rahmen seiner aeroelastischen Forschungen formulierte er 1936 für die Beschreibung der instationären Wirkung auf Flügel durch Turbulenz die „Küssner-Funktion“. Daraufhin wurde Küssner 1939 zum Leiter des neuen in Göttingen gegründeten „Instituts für instationäre Vorgänge“ ernannt.
Der AVA flossen zur Zeit des NS-Staats vermehrt finanzielle Mittel zu, um mit aerodynamischen Untersuchungen auch militärstrategische Interessen zu fördern. In den Wasser- und Windkanälen wurden Versuche durchgeführt, „um das Flug- und Strömungsverhalten für den Flugzeugbau und für die Konstruktion von Torpedos zu erforschen.“
Unter Betz erfolgte unter anderem ab 1939 die konkrete Windkanal-Untersuchung und Patentanmeldung zur Tragflächenpfeilung, einem grundlegenden deutschen Patent der Flugzeugaerodynamik.
Dietrich Küchemann arbeitete nach seiner Promotion ab 1936 an der AVA; ab 1939 zusammen mit Johanna Weber hauptsächlich an der Aerodynamik von Kühlern und Triebwerkseinläufen. Diese Arbeiten wurden als die klassischen Grundlagen der Aerodynamik von Triebwerkseinläufen gemeinsam veröffentlicht. Ab 1947 setzten beide gemeinsam ihre wissenschaftliche Arbeit im Royal Aircraft Establishment (RAE) in Farnborough fort. Sie arbeiteten an der Entwicklung der Handley Page Victor, der Concorde und des Airbus A300.
Karl Schlör, Strömungsforscher an der AVA, stellte 1939 ein 7-sitziges Familienauto mit einem Strömungswiderstandskoeffizienten (cw-Wert) von 0,186 vor. (Zum Vergleich: Der 7-Sitzer VW Sharan II von 2010 hat einen Cw von 0,299.) Der Schlörwagen, der auf der Basis eines Mercedes 170 H eine stromlinienförmige Aluminium-Karosserie hatte, war zwar etwa 250 Kilogramm schwerer als das Serienmodell, verbrauchte jedoch bei den verschiedenen Vergleichstest 20 bis 40 Prozent weniger Treibstoff.
In den Jahren 1940–1942 befasste sich Hans Wittich als wissenschaftlicher Mitarbeiter an der Aerodynamischen Versuchsanstalt mit konformen Abbildungen in der Aerodynamik.
Im Jahre 1943 wurde an der Aerodynamischen Versuchsanstalt vom Luftfahrtingenieur Werner Krüger die Krügerklappe – eine Auftriebshilfe an der vorderen Tragflächenunterseite – entwickelt und am 12. Januar 1944 von der AVA zum Patent angemeldet.
Im Frühjahr 1945 verlegte die Zuse Ingenieurbüro und Apparatebau den damals einzigen turingmächtigen Computer Europas, die Zuse Z4, in die Aerodynamische Versuchsanstalt. Der Rechner wurde dort fertiggestellt und die ersten programmgesteuerten Rechnungen konnten durchgeführt werden, bevor er ins Allgäu transportiert wurde.

## Werke
Die Institutsleiter und -angestellten veröffentlichten als Herausgeber eine Reihe von Büchern und Berichten über die Arbeit der Versuchsanstalt zu aerodynamischen Größen, Arbeitsweisen und Versuchsergebnissen.
- L. Prandtl (Hrsg.): Ergebnisse der Aerodynamischen Versuchsanstalt zu Göttingen. I. Lieferung. R. Oldenbourg, München/Berlin 1921.
- L. Prandtl (Hrsg.): Ergebnisse der Aerodynamischen Versuchsanstalt zu Göttingen. II. Lieferung. R. Oldenbourg, München/Berlin 1923.
- L. Prandtl, A. Betz (Hrsg.): Ergebnisse der Aerodynamischen Versuchsanstalt zu Göttingen. III. Lieferung. R. Oldenbourg, München/Berlin 1927.
- L. Prandtl, A. Betz (Hrsg.): Ergebnisse der Aerodynamischen Versuchsanstalt zu Göttingen. IV. Lieferung. R. Oldenbourg, München/Berlin 1932.
- Dietrich Küchemann, Johanna Weber: Das Einlaufproblem bei Triebwerksverkleidungen. Hrsg.: Aerodynamische Versuchsanstalt Göttingen. Göttingen 20. Dezember 1942 (dlr.de [PDF; abgerufen am 6. November 2023]).